# Geldmenge
Unter Geldmenge versteht man den Geldbestand einer Volkswirtschaft einer bestimmten Bindungsdauer, der sich in Händen von Nichtbanken befindet. Geldmengen können durch Geldschöpfung im Rahmen der Kreditvergabe durch Geschäftsbanken erhöht und durch die Tilgung von Krediten gesenkt werden. Bargeld oder Giralgeld sind stets Verbindlichkeiten einer Bank oder Zentralbank gegenüber einer Nichtbank. Mit zunehmender Bindungsdauer schwindet der Charakter der Verbindlichkeit als flüssiges Zahlungsmittel für den Nutzer. Daher sind Geldmengen von ihrer Definition abhängig. Diese Definitionen unterscheiden sich zwischen den Währungsräumen.

## Allgemeines

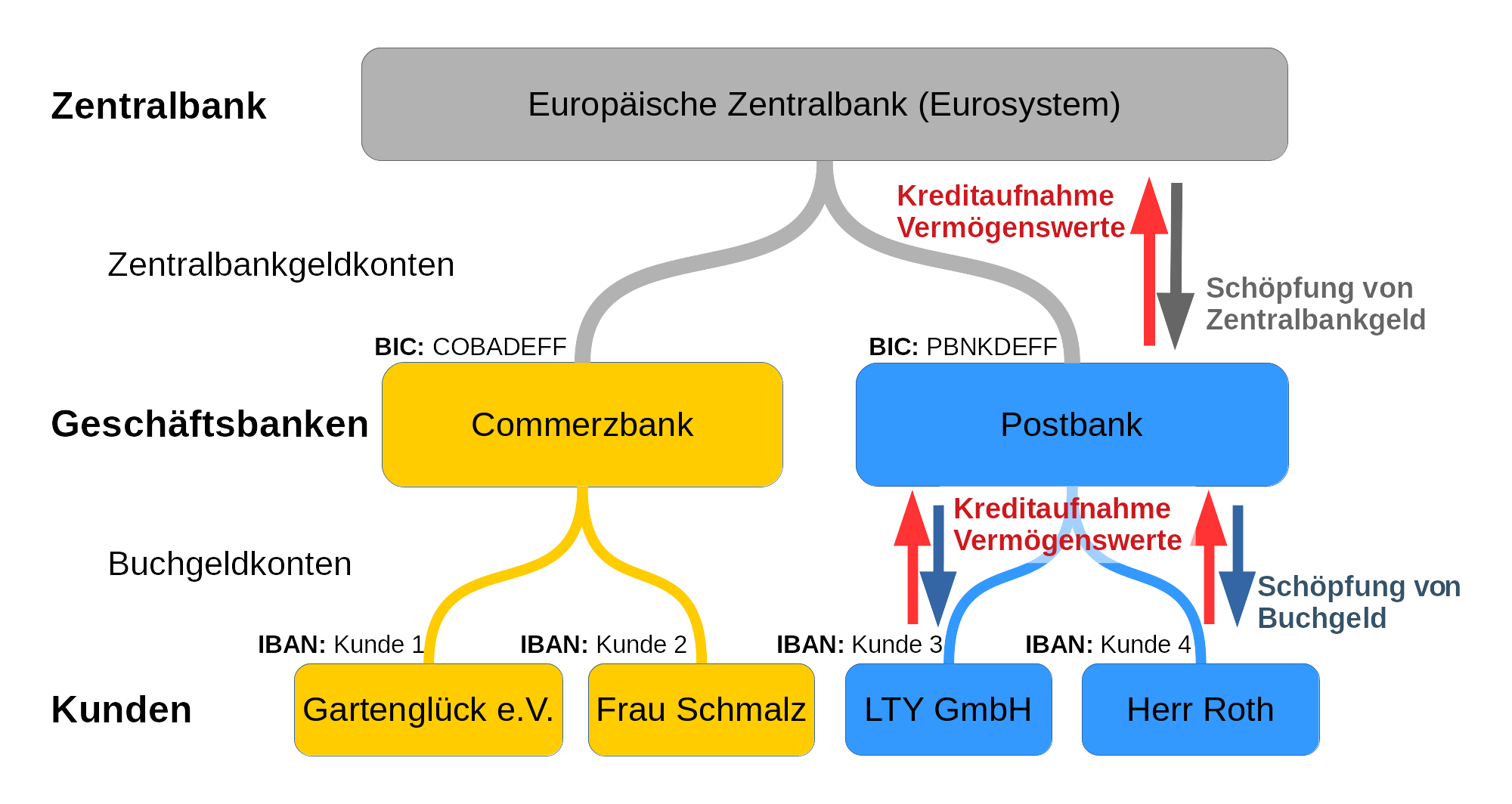
Hierarchie der Banken, Buchgeldkonten, Zentralbankgeldkonten sowie Buchgeldschöpfung und Schöpfung von Zentralbankgeld.

Für die Messung der Geldmenge wird der Geldbestand der Nichtbanken herangezogen, also das sich in Händen von Privathaushalten, Unternehmen (ohne Kreditinstitute), Staat und Ausland (ohne Auslandsbanken) befindet.  Volkswirtschaftslehre und Zentralbanken messen die Geldmenge durch Geldmengenaggregate, die durch M (für englisch money) und eine Ziffer bezeichnet werden. Dabei ist das Geldmengenaggregat M1 eine Teilmenge von M2 und letztere eine Teilmenge von M3. Eine niedrigere Ziffer bedeutet eine größere Nähe der betrachteten Geldmenge zu unmittelbaren realwirtschaftlichen Transaktionen, d. h. je kleiner die Ziffer, desto wichtiger ist die Zahlungsmittelfunktion des Geldes.
Die Abgrenzung der einzelnen Aggregate ist konventionell und international nicht einheitlich. Die Geldbasis M0 (auch Zentralbankgeld oder Reserven genannt) nimmt eine Sonderstellung ein. Sie ist gleich der Summe von Bargeldumlauf und Zentralbankgeldbestand der Kreditinstitute (Überschussreserven plus Mindestreserven). M0 ist bis auf den Bargeldanteil bei Nichtbanken nicht Teilmenge von M1 bis M3, da Zentralbankreserven nur zwischen Geschäftsbanken als Zahlungsmittel dienen. Auch steht die Geldbasis in keinem festen Verhältnis zu den Mengen M1 bis M3.

## Geldmengendefinitionen

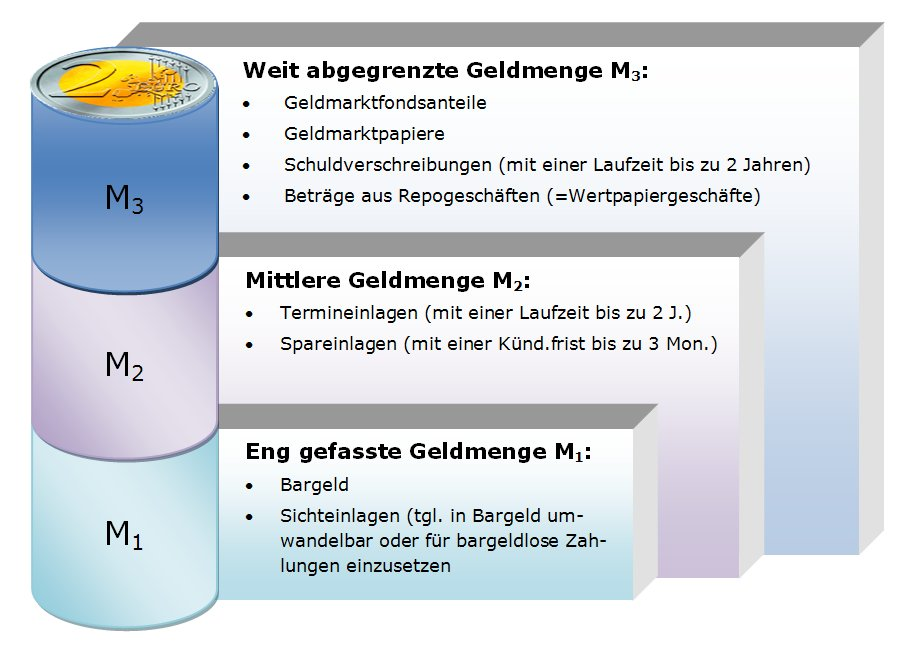
Geldmengenklassifikationen der Deutschen Bundesbank

### Europäische Zentralbank
Definitionen der Europäischen Zentralbank:
| Aggregat           | Bestandteil |
| ------------------ | --- |
| {\displaystyle M0} | Banknoten und Münzen außerhalb der Zentralbank (einschließlich Kassenbestände der Geschäftsbanken) + Zentralbankgeldbestand der Geschäftsbanken auf Konten bei der Zentralbank |
| {\displaystyle M1} | Bargeldumlauf bei Nichtbanken (ohne Kassenbestände der Geschäftsbanken) + Sichteinlagen der Nichtbanken                                                                        |
| {\displaystyle M2} | {\displaystyle M1} + Einlagen mit vereinbarter Laufzeit bis zu zwei Jahren und Einlagen mit gesetzlicher Kündigungsfrist bis zu drei Monaten                                   |
| {\displaystyle M3} | {\displaystyle M2} + Geldmarktfonds, Repoverbindlichkeiten, Geldmarktpapiere und Bankschuldverschreibungen mit einer Laufzeit bis zu zwei Jahren                               |

{\displaystyle M0}: Buchgeld ist der Zentralbankgeldbestand der Geschäftsbanken auf Konten bei der Zentralbank.

{\displaystyle M1}: Buchgeld sind die Sichteinlagen der Nichtbanken.

{\displaystyle M2}: Buchgeld sind alle „Einlagen“, also befristete Einlagen und Spareinlagen.

{\displaystyle M3}: außer dem hierin enthaltenen Buchgeld aus {\displaystyle M2} kein Buchgeld, da die hier aggregierten Finanzierungstitel erst durch Monetarisierung zu Buchgeld werden können.

### Schweizerische Nationalbank
Definitionen der Schweizerischen Nationalbank:
- M0: Notenbankgeldmenge, das heißt Notenumlauf plus Giroguthaben inländischer Geschäftsbanken bei der SNB;
- M1: Bargeldumlauf plus Sichteinlagen;
- M2: M1 plus Spareinlagen in Schweizer Franken;
- M3: M2 plus Termineinlagen in Schweizer Franken.

### Federal Reserve System
Definitionen der Fed:
- M0: Bargeldumlauf plus Guthaben der Kreditinstitute bei der Fed;
- M1: Bargeldumlauf plus Sichtguthaben von Nichtbanken bei Kreditinstituten;
- M2: M1 plus Sparguthaben, Terminguthaben bis 100.000 US-Dollar und bestimmte Geldmarktfondsanteile;
- M3: M2 plus alle größeren Guthaben über 100.000 US-Dollar u. a. die Eurodollar-Reserven, größere übertragbare US-Dollar-Wertpapierbestände, und die US-Dollar-Devisenbestände der meisten nichteuropäischen Länder. Diese Geldmenge wird seit 2006 nicht mehr erfasst.[8]
- MZM: „money of zero maturity“ besteht aus Bargeld plus Giro-, Sparkonten, privaten Geldmarktkonten plus institutionellen Festgeld- und Geldmarktkonten (Eingestellt Januar 2021).[9]

### Deutsche Bundesbank
Definitionen der Deutschen Bundesbank:
- M1 (1998: 910,2 Mrd. DM): Bargeldumlauf (ohne Kassenbestände der Monetären Finanzinstitute (MFIs)) plus täglich fällige Einlagen der im Währungsgebiet ansässigen Nicht-MFIs (Nichtbanken);
- M2 (1998: 1302,7 Mrd. DM): M1 plus Einlagen mit vereinbarter Laufzeit bis zu zwei Jahren und Einlagen mit vereinbarter Kündigungsfrist bis zu drei Monaten;
- M3 (1998: 2239,8 Mrd. DM): M2 plus Anteile an Geldmarktfonds, Repoverbindlichkeiten, Geldmarktpapieren und Bankschuldverschreibungen mit einer Laufzeit bis zu zwei Jahren. Dieses Aggregat steht bei der Geldpolitik des Eurosystems im Vordergrund.

## Geldmengen der Europäischen Zentralbank

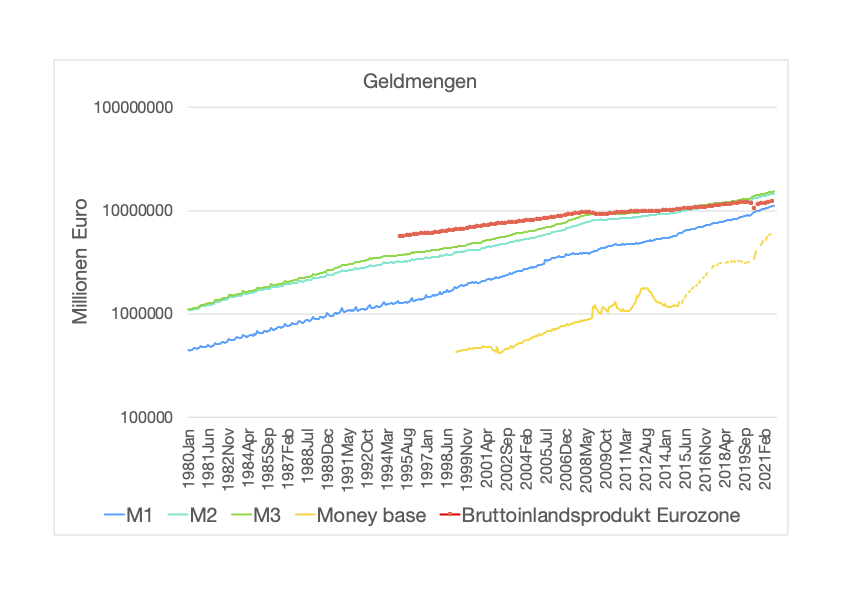
Geldmengen der EZB M1, M2 und M3, sowie base money (Geldbasis) 1980 bis 2021, logarithmischer Maßstab

| Zeitpunkt   | Geldmenge in Milliarden Euro | Geldmenge in Milliarden Euro | Geldmenge in Milliarden Euro | Quelle |
| Zeitpunkt   | M1                           | M2                           | M3                           | Quelle |
| ----------- | ---------------------------- | ---------------------------- | ---------------------------- | ------ |
| Januar 2000 | 1.983                        | 4.138                        | 4.715                        | [ 10 ] |
| Januar 2001 | 2.084                        | 4.349                        | 5.027                        | [ 10 ] |
| Januar 2002 | 2.239                        | 4.656                        | 5.428                        | [ 10 ] |
| Januar 2003 | 2.441                        | 4.924                        | 5.807                        | [ 10 ] |
| Januar 2004 | 2.703                        | 5.271                        | 6.164                        | [ 10 ] |
| Januar 2005 | 2.966                        | 5.637                        | 6.570                        | [ 10 ] |
| Januar 2006 | 3.444                        | 6.134                        | 7.100                        | [ 10 ] |
| Januar 2007 | 3.686                        | 6.704                        | 7.813                        | [ 10 ] |
| Januar 2008 | 3.852                        | 7.449                        | 8.768                        | [ 11 ] |
| Januar 2009 | 4.096                        | 8.102                        | 9.402                        | [ 11 ] |
| Januar 2010 | 4.554                        | 8.235                        | 9.326                        | [ 11 ] |
| Januar 2011 | 4.709                        | 8.435                        | 9.527                        | [ 11 ] |
| Januar 2012 | 4.784                        | 8.620                        | 9.759                        | [ 12 ] |
| Januar 2013 | 5.113                        | 9.003                        | 9.769                        | [ 11 ] |
| Januar 2014 | 5.433                        | 9.248                        | 9.898                        | [ 11 ] |
| Januar 2015 | 6.042                        | 9.743                        | 10.438                       | [ 11 ] |
| Januar 2016 | 6.667                        | 10.272                       | 10.909                       | [ 11 ] |
| Januar 2017 | 7.229                        | 10.733                       | 11.421                       | [ 13 ] |
| Januar 2018 | 7.798                        | 11.261                       | 11.905                       | [ 13 ] |
| Januar 2019 | 9.234                        | 11.631                       | 12.272                       | [ 11 ] |

## Geldmengen weltweit

Entwicklung der Geldmengen M0, M1 und M2 in den USA von 1959 bis 2014

Jährliche Änderung der US-Geldmengen von 1959 bis 2014

| Land                   | Geldmenge in Milliarden US-Dollar | Geldmenge in Milliarden US-Dollar | Zeitpunkt     |
| Land                   | M1                                | M2                                | Zeitpunkt     |
| ---------------------- | --------------------------------- | --------------------------------- | ------------- |
| Volksrepublik China    | 8.160                             | 25.240                            | Oktober 2017  |
| Vereinigte Staaten     | 3.627                             | 14.000                            | Dezember 2017 |
| Japan                  | 6.426                             | 8.917                             | Dezember 2017 |
| Deutschland            | 2.312                             | 3.282                             | Dezember 2017 |
| Vereinigtes Königreich | 104,8                             | 3.066                             | Dezember 2017 |
| Frankreich             | 1.372                             | 2.338                             | Dezember 2017 |
| Südkorea               | 742,5                             | 2.167                             | Dezember 2017 |
| Indien                 | 429,3                             | 2.063                             | Dezember 2017 |
| Hongkong               | 310,3                             | 1.736                             | Dezember 2017 |
| Italien                | 1.238                             | 1.694                             | Dezember 2017 |
| Australien             | 271,9                             | 1.586                             | Dezember 2017 |
| Kanada                 | 715,3                             | 1.554                             | Dezember 2017 |
| Taiwan                 | 535,1                             | 1.374                             | Dezember 2017 |
| Spanien                | 1.082                             | 1.337                             | Dezember 2017 |
| Schweiz                | 619,4                             | 1.335                             | Dezember 2017 |
| Niederlande            | 452,7                             | 907,1                             | Dezember 2017 |
| Mexiko                 | 235,5                             | 772,5                             | Dezember 2017 |
| Brasilien              | 106,1                             | 761,2                             | Dezember 2017 |
| Russland               | 204,9                             | 688,4                             | Dezember 2017 |

## Geldmenge, Wachstum und Inflation
Die Reale Geldmenge {\displaystyle M_{r}} bezeichnet die preisbereinigte nominale Geldmenge {\displaystyle M_{n}}. Sie wird als Quotient von nominaler Geldmenge und Preisniveau {\displaystyle P} dargestellt und ist eine variable Größe, solange die Zentralbank die nominale Geldmenge steuern kann:
{\displaystyle M_{r}={\frac {M_{n}}{P}}}

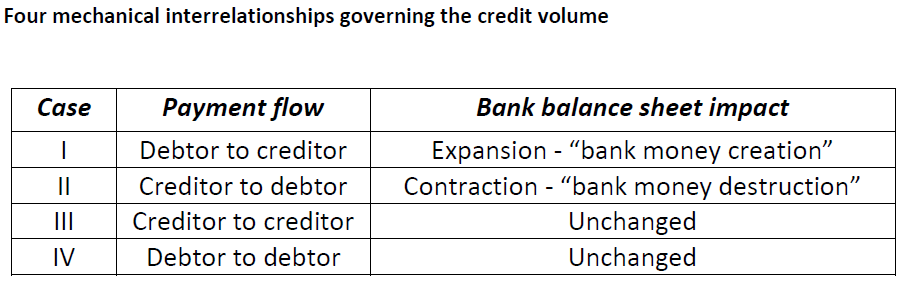
Zu Schöpfung, Vernichtung von Giralgeld (sowie zu keiner Veränderung der Giralgeldmenge im Fall von Wirtschaftskrisen, allgemein bei Zahlungen von Debitoren an Debitoren).

Gemäß der Theorie der Zentralbanken zur Geldschöpfung wird die reale Geldmenge endogen aus der Geldnachfrage bei einem gesetzten Leitzins bestimmt. Zunächst führt ein Anstieg der nominalen Geldmenge zu einem Anstieg der realen Geldmenge. Dies bedinge eine höhere Nachfrage nach Gütern, woraus ein Anstieg des Preisniveaus resultiere. Durch die Inflation (Anstieg des Preisniveaus) werde die reale Geldmenge wieder abgesenkt. Dieser Zusammenhang wird als Realkasseneffekt bezeichnet. Der Zusammenhang zwischen Geldmenge und Inflation wird auch von der Quantitätstheorie postuliert, die unter anderem von der Denkschule des Monetarismus vertreten wird. Heutige volkswirtschaftliche Theorien betonen allerdings den schwachen Zusammenhang zwischen Geldmenge und Inflation und sehen die Quantitätstheorie als nicht mehr ausreichend an, um die Inflation in modernen Volkswirtschaften zu verstehen.
Demgegenüber hat die Höhe von Zentralbankgeld im Markt (auch Liquidität genannt), das u. a. für die Abwicklung von Transaktionen zwischen Zentralbank und Geschäftsbanken sowie Geschäftsbanken untereinander verwendet wird, zwar Einfluss auf das allgemeine Zinsniveau, aber nur indirekte Auswirkungen auf Geldmengenwachstum und realwirtschaftliche Größen.